# Nammu
Nammu es una deidad primordial sumeria que identifica al "abismo de las fosas marinas" en el océano primigenio (similar a Tiamat para los babilonios). Nammu fue la primera deidad y origen del todo. Diosa del nacimiento, su lugar que se centró en la ciudad de Ur. En muchos textos es identificada como consorte de An y madre de Enki, y con la capacidad de producir agua. Alternativamente figura como progenitora de la tierra Ki, y del cielo An. También se menciona que engendró a otros dioses, y que moldeó arcilla recolectada por unas criaturas llamadas sig-en-sig-du, y la trajo a la vida creando así, junto a Ninmah y a Enki, la raza humana.